# Haparanda-Tornio Bandy
| Haparanda-Tornio Bandy | Haparanda-Tornio Bandy                                                   |
| ---------------------- | ------------------------------------------------------------------------ |
|                        |                                                                          |
| Vereinsdaten           |                                                                          |
| Gegründet:             | 2004 (Spielgemeinschaft) 22. Juli 2008                                   |
| Vereinsfarben:         | gelb, weiß, blau                                                         |
| Erstligaspielzeiten:   | Herren: 2 (2009–2011)                                                    |
| Liga 2013/14:          | Herren: Allsvenskan, Norra (2. Liga) Damen: Allsvenskan, Norra (1. Liga) |
| Stadion:               | Gränsvallen, 1800 Plätze                                                 |
| Anschrift:             |                                                                          |
| Website:               | www.ht-bandy.se                                                          |

Haparanda-Tornio Bandy (Kurzbezeichnung HT-Bandy bzw. HTB) ist ein schwedisch-finnischer Bandyverein aus den Zwillingsstädten Haparanda und Tornio an der Mündung des Flusses Torne älv (finnisch Tornionjoki) in den bottnischen Meerbusen. Der Verein ging 2008 aus einer seit 2004 bestehenden Spielgemeinschaft zwischen den Vereinen Haparanda SKT und Tornion Palloveikot hervor, die in den ersten zwei Jahren unter der Bezeichnung Eurocity Bandy antrat. Die erste Mannschaft spielt im schwedischen Ligensystem, die Reservemannschaft im finnischen.

## Hintergrund

Flagge Tornedalens

Die beiden Orte Haparanda und Tornio haben enge gemeinsame geschichtliche Wurzeln. Im 14. Jahrhundert kam das finnisch besiedelte Tornedalen (finnisch Tornionlaakso) unter schwedischen Einfluss. Das östlich des Torne älvs gelegene Tornio (schwedisch Torneå) wurde zum zentralen Ort der Region. Als 1809 infolge des russisch-schwedischen Krieges der Fluss die neue Grenze zwischen den beiden Reichen bildete, befanden sich auf der westlichen Seite nur einige Bauernhöfe. Bereits 1821 wurde Haparanda aber zu einem Köping erhoben.
Die beiden Orte liegen sich heute unmittelbar gegenüber und sind nur durch den Torne älv und eine zu Finnland gehörende Flussinsel voneinander getrennt. Seit 1987 arbeiten Haparanda und Tornio unter der Projektbezeichnung Provincia Bothniensis eng miteinander, und in zahlreichen Bereichen des öffentlichen Lebens findet eine Kooperation statt. Unter anderem besitzt die grenzüberschreitende Region Tornedalen seit dem 15. Juli 2007 eine gemeinsame Flagge in den Farben gelb-weiß-blau.
Der Ort Haparanda hat rund 5000 Einwohner, die Stadt Tornio über 20.000.

## Geschichte des Vereins
Die Spielgemeinschaft wurde im Sommer 2004 zwischen den Vereinen Tornion Palloveikot und Haparanda SKT gebildet. Beide Vereine steuerten mehrere talentierte, vor allem jüngere Spieler bei. Die eigenen Mannschaften der beiden Stammvereine blieben bestehen bzw. wurden später neu aufgebaut. Dem Kader in der ersten Saison 2004/05 gehörten 14 Finnen und fünf Schweden an. Unter der Bezeichnung Eurocity Bandy trat die Mannschaft 2004/05 in der zweitklassigen Division 1 in Schweden an und übernahm dort den Platz von Haparanda SKT. Versuche, den Verein nach der historischen Region Provincia Bothniensis zu benennen, erhielten keine größere Unterstützung. Das Team erhielt für die kommenden Saison Verstärkung auch von außerhalb, allerdings gab es Schwierigkeiten bei der Absprache zwischen den beiden Stammvereinen in Fragen der Kaderzusammensetzung. Eurocity Bandy belegte 2006 den dritten Platz in der Nordgruppe der Division 1 und nahm an der Aufstiegsrunde zur erstklassigen Bandyallsvenskan teil, bei der jedoch der Aufstieg nicht geschafft wurde.

Gemeinsames Logo von Tornio und Haparanda, an dem auch das Vereinslogo orientiert ist.

In der Saison 2006/07 trat die Spielgemeinschaft unter Bezeichnung HaparandaTornio Bandy an. Man belegte den dritten Platz und spielte in der darauffolgenden Saison in der Allsvenskan, die mit der Einführung der neuen eingleisigen Elitserien zur zweiten Bandyliga Schwedens wurde. HaparandaTornio wurde Zweiter der Nordgruppe und nahm an der Aufstiegsrunde zur Elitserien teil, in der man aber ohne Sieg blieb. Im Sommer 2008 kam es zur Klärung der Grundlagen der Zusammenarbeit zwischen den beiden Vereinen, infolge dessen am 22. Juli 2008 der Verein in seiner heutigen Form gegründet wurde. 2008/09 gewann der Verein sogleich die Nordgruppe der Allsvenskan und setzte sich in der anschließenden Aufstiegsrunde gegen Falu BS, Gripen BK und Tillberga Bandy durch, womit der Aufstieg in die erste Liga gelang.
In der ersten Saison in der Elitserien 2009/10 wurde HT-Bandy Neunter unter 14 Mannschaften. Ein Jahr später kam der Klub jedoch nur auf den vorletzten 13. Platz und stieg wieder in die Allsvenskan ab, in der die Mannschaft wieder seit 2011 in der Nordgruppe spielt.

## Stadion
Austragungsort der Heimspiele ist die Sportanlage Gränsvallen im Ortsteil Marielund von Haparanda. Eine alternative Bezeichnung der Anlage ist Arena Polarica. Eine Tribüne bietet rund 1800 Zuschauern Platz.

## Saisonbilanzen
| Saison  | Klasse | Liga                     | Hauptrunde   | Platzierungsrunde/ Play-offs | Bemerkung |
| ------- | ------ | ------------------------ | ------------ | ---------------------------- | --------- |
| 2004/05 | II.    | Division 1, Gruppe Nord  | 0?. Platz/   |                              |           |
| 2005/06 | II.    | Division 1, Gruppe Nord  | 03. Platz/08 | 5. Platz/8 Aufstiegsrunde    |           |
| 2006/07 | II.    | Division 1, Gruppe Nord  | 03. Platz/09 |                              |           |
| 2007/08 | II.    | Allsvenskan, Gruppe Nord | 02. Platz/10 | 4. Platz/4 Aufstiegsrunde    |           |
| 2008/09 | II.    | Allsvenskan, Gruppe Nord | 01. Platz/10 | 1. Platz/4 Aufstiegsrunde    | Aufstieg  |
| 2009/10 | I.     | Elitserien               | 09. Platz/14 |                              |           |
| 2010/11 | I.     | Elitserien               | 13. Platz/14 |                              | Abstieg   |
| 2011/12 | II.    | Allsvenskan, Gruppe Nord | 05. Platz/12 |                              |           |
| 2012/13 | II.    | Allsvenskan, Gruppe Nord |              |                              |           |
| 2013/14 | II.    | Allsvenskan, Gruppe Nord |              |                              |           |

## Damenmannschaft
Die Damenmannschaft des Vereins spielt 2013/14 in der Damallsvenskan, der höchsten schwedischen Liga, sowie im Weltcup.